# バック・クレイトン

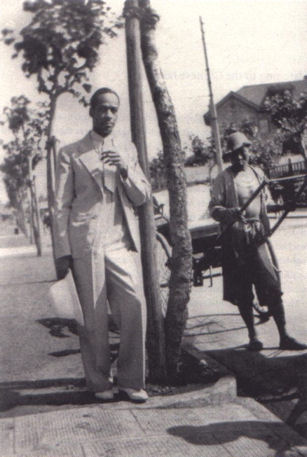
バック・クレイトン（左・1934年）

バック・クレイトン（Buck Clayton、1911年11月12日 - 1991年12月8日）は、アメリカ・カンザス州パーソンズ出身のジャズ・トランペット奏者。
特にカウント・ベイシーのグループ在籍（1936年-1943年）時代は、全音域で抜けの良い音と、渋さを出したフレーズで「スウィング期最高の知的なトランペット奏者」と称された。実際には中間派のスタイルと言われ、あらゆるジャズの演奏をこなす。数々のコンボにも参加している。
映画『ベニー・グッドマン物語』に出演した。
1964年、エディ・コンドン・オールスターズで来日公演した。

## 共演者
- ヴィック・ディッケンソン
- ハンク・ジョーンズ
- ケニー・バレル
- エドモンド・ホール

## ディスコグラフィ

### リーダー・アルバム
- Bird and Pres – The '46 Concerts Jazz at the Philharmonic (1946年、Verve)
- The Classic Swing of Buck Clayton (1946年、OJC)
- 『ハックル・バック』 - The Huckle-Buck and Robbins' Nest (1954年、Columbia)
- 『ハウ・ハイ・ザ・ファイ』 - How Hi the Fi (1954年、Columbia) ※with ウッディ・ハーマン
- 『バック・ミーツ・ルビー』 - Buck Meets Ruby (1954年、Vanguard) ※with ルビー・ブラフ
- Buck Clayton Jams Benny Goodman (1955年、Columbia) ※1953年-1954年録音
- Jumpin' at the Woodside (1955年、Columbia)
- 『バック・クレイトン・ジャム・セッション』 - All the Cats Join In (1956年、Columbia)
- 『ハリー・エディソン・スウィングス・バック・クレイトン』 - Harry Edison Swings Buck Clayton (1958年、Verve) ※with ハリー・エディソン
- Songs for Swingers (1958年、Columbia)
- Newport Jazz Festival All Stars (1960年、Atlantic) ※1959年録音。with ジョージ・ウェイン、ピー・ウィー・ラッセル、バド・フリーマン、ヴィック・ディッケンソン、チャンプ・ジョーンズ、ジェイク・ハナ
- 『ウイ・リメンバー・ピー・ウイ』 - Swingin' with Pee Wee (1960年、Swingville) ※with ピー・ウィー・ラッセル
- Goin' to Kansas City (1960年、Riverside) ※with Tommy Gwaltney's Kansas City 9
- Buck & Buddy (1960年、Swingville) ※with バディ・テイト
- 『テンダリー』 - Swingin' And Dancing (1960年、Disques Pop)
- One for Buck (1961年、Columbia)
- Buck & Buddy Blow the Blues (1961年、Swingville) ※with バディ・テイト
- Buck Clayton All Stars 1961 (1961年、Storyville)
- 『マイ・ファニー・ヴァレンタイン』 - Swingin' And Dancing To Paradise (1961年、Disques Pop)
- 『バック・クレイトン・オール・スターズ』 - All Stars' Performance (1962年、Disques Vogue)
- 『ア・バック・クレイトン・ジャム・セッション』 - A Buck Clayton Jam Session (1974年、Chiaroscuro)
- 『ア・バック・クレイトン・ジャム・セッション VOL.2』 - A Buck Clayton Jam Session Vol. 2 (1975年、Chiaroscuro)
- Copenhagen Concert (1979年、SteepleChase) ※1959年録音。with ジミー・ラッシング
- A Swingin' Dream (1989年、Stash) ※バック・クレイトン・アンド・ヒズ・スウィング・バンド名義
- The Buck Clayton Swing Band Live from Greenwich Village (1990年)
- Buck Special (1992年、Vogue) ※1949年–1953年録音
- 『ベン・アンド・バック』 - Ben / Buck (1995年、Storyville) ※with ベン・ウェブスター

### 参加アルバム
カウント・ベイシー
- The Original American Decca Recordings (1992年、GRP) ※1937年-1939年録音

コールマン・ホーキンス
- 『ハイ・アンド・マイティ・ホーク』 - The High and Mighty Hawk (1958年、Felsted)

フランキー・レイン
- 『ジャズ・スペクタキュラー』 - Jazz Spectacular (1956年、Columbia)

メル・パウエル
- Mel Powell Septet (1953年、Vanguard)

ポール・クイニシェット
- 『ベイシー・リユニオン』 - Basie Reunion (1958年、Prestige)

レッド・リチャーズ
- In A Mellow Tone (1978年、West 54)

バディ・テイト
- 『スウィンギング・ライク・テイト!』 - Swinging Like Tate (1958年、Felsted)

ディッキー・ウェルズ
- 『ボーンズ・フォー・ザ・キング』 - Bones for the King (1958年、Felsted)